# Jeremiah Owusu-Koramoah
Jeremiah Owusu-Koramoah (Hampton, Virginia, 4 de noviembre de 1999) es un jugador profesional estadounidense de fútbol americano que se desempeña en la posición de linebacker en Cleveland Browns, equipo de la National Football League (NFL).

## Carrera
Fue seleccionado en la segunda ronda en la Reunión Anual de Selección de Jugadores de la NFL de 2021. Hizo su debut profesional con el equipo Cleveland Browns, donde lleva jugando tres temporadas.